# Catagramma claudinides
Catagramma claudinides är en fjärilsart som beskrevs av Hans Fruhstorfer 1916. Catagramma claudinides ingår i släktet Catagramma och familjen praktfjärilar. Inga underarter finns listade i Catalogue of Life.